# مغص
مغص (بالإنجليزية: Colic)‏ (جاءت من اليونانية κολικός كوليكوس، القريبة من كلمة كولون) وهو مجموعة أعراض وآلام في أسفل البطن وله أسباب عديدة تؤدي لحدوثه.

## الأسباب
عند التشخيص يعرف عادة سبب المغص من موقعه أي من مكان الألم، ومن الأسباب هي: الجوع، تسمم غذائي، حموضة المعدة البرد المسبب لسوء الهضم، حساسية من بعض المأكولات. وعند النساء فإن ألم أسفل البطن قد يرتبط بالعديد من الحالات مثل الدورة الشهرية ومشاكل الحمل والولادة ومشاكل الجهاز التناسلي المتعددة. أما إذا كان الألم في الجزء الأيمن من أسفل البطن فإن السبب على الأغلب هو التهاب الزائدة الدودية، تراكم الغازات وانتفاخ القولون.

## العلاج
في الحالات العادية والمغص البسيط غالباً ما يعتمد الناس على المسكنات أو عمل مشروب من الأعشاب مثل اليانسون والبابونج وعصير الرمان.. أما في الحالات الأكثر تعقيدًا فإن العلاج يكون حسب كل حالة، فبعض الحالات تحتاج لإجراء عمل جراحي طارئ إذا كان السبب هو الزائدة الدودية.